# Thomas Fowler (médecin)
Pour les articles homonymes, voir Thomas Fowler et Fowler.
Thomas Fowler, pharmacien et médecin anglais, né à York en 1736, mort en 1801.
Il contribua à répandre l'usage de l'arsenic comme médicament, et le fit entrer dans ses gouttes fébrifuges, connues aussi sous le nom de solution de Fowler.